# Julia Görges
Julia Görges   (Bad Oldesloe, 2 de novembre de 1988) és una extennista professional d'Alemanya.
Va guanyar un total de set títols individuals i cinc més en dobles en el circuit WTA. La fita més destacada de la seva carrera fou la disputa de la final del Grand Slam en dobles mixts, concretament el Roland Garros de 2014. Va entrar al Top 10 del rànquing individual arribant al novè lloc a l'estiu de 2018.

## Biografia
Filla de Klaus i Inge Görges, té una germanastra més gran per part de mare anomenada Maike. Va començar a jugar a tennis amb cinc anys i va tenir com a entrenadors Sascha Nensel, Jens Gerlach, Sebastian Sachs i Michael Geserer.
Va anunciar la seva retirada el 21 d'octubre de 2002, setmanes abans del seu 32è aniversari.
Al desembre de 2024 es va casar amb el tennista neerlandès Wesley Koolhof a Arnhem.

## Torneigs de Grand Slam

### Dobles mixts: 1 (0−1)
| Resultat  | Núm. | Any  | Torneig       | Parella        | Oponents                              | Marcador         |
| --------- | ---- | ---- | ------------- | -------------- | ------------------------------------- | ---------------- |
| Finalista | 1.   | 2014 | Roland Garros | Nenad Zimonjić | Anna-Lena Grönefeld Jean-Julien Rojer | 6−4, 2−6, [7−10] |

## Palmarès: 12 (7−5−0−0)

### Individual: 17 (7−10)
| Llegenda                |
| ----------------------- |
| Grand Slam (0−0)        |
| WTA Finals (0−0)        |
| WTA Elite Trophy (1−0)  |
| Premier Mandatory (0−0) |
| Premier 5 (0−0)         |
| Premier (2−3)           |
| International (4−7)     |

| Títols per superfície |
| --------------------- |
| Dura (5−6)            |
| Gespa (0−2)           |
| Terra batuda (2−2)    |

| Resultat   | Núm. | Data                  | Torneig                        | Superfície       | Oponent              | Marcador         |
| ---------- | ---- | --------------------- | ------------------------------ | ---------------- | -------------------- | ---------------- |
| Guanyadora | 1.   | 25 de juliol de 2010  | Bad Gastein, Àustria           | Terra batuda     | Timea Bacsinszky     | 6−1, 6−4         |
| Finalista  | 1.   | 24 d'octubre de 2010  | Luxemburg, Luxemburg           | Dura (i)         | Roberta Vinci        | 3−6, 4−6         |
| Guanyadora | 2.   | 24 d'abril de 2011    | Stuttgart, Alemanya            | Terra batuda (i) | Caroline Wozniacki   | 7−6(3), 6−3      |
| Finalista  | 2.   | 25 de febrer de 2012  | Dubai, Emirats Àrabs Units     | Dura             | Agnieszka Radwańska  | 5−7, 4−6         |
| Finalista  | 3.   | 14 d'octubre de 2012  | Linz, Àustria                  | Dura (i)         | Viktória Azàrenka    | 3−6, 4−6         |
| Finalista  | 4.   | 9 de gener de 2016    | Auckland, Nova Zelanda         | Dura             | Sloane Stephens      | 5−7, 2−6         |
| Finalista  | 5.   | 25 de juny de 2017    | Mallorca, Espanya              | Gespa            | Anastasija Sevastova | 4−6, 6−3, 3−6    |
| Finalista  | 6.   | 23 de juliol de 2017  | Bucarest, Romania              | Terra batuda     | Irina-Camelia Begu   | 3−6, 5−7         |
| Finalista  | 7.   | 6 d'agost de 2017     | Washington DC, Estats Units    | Dura             | Iekaterina Makàrova  | 6−3, 6−7(2), 0−6 |
| Guanyadora | 3.   | 22 d'octubre de 2017  | Moscou, Rússia                 | Dura (i)         | Dària Kassàtkina     | 6−1, 6−2         |
| Guanyadora | 4.   | 5 de novembre de 2017 | WTA Elite Trophy, Zhuhai, Xina | Dura (i)         | CoCo Vandeweghe      | 7−5, 6−1         |
| Guanyadora | 5.   | 7 de gener de 2018    | Auckland, Nova Zelanda         | Dura             | Caroline Wozniacki   | 6−4, 7−6(4)      |
| Finalista  | 8.   | 8 d'abril de 2018     | Charleston, Estats Units       | Terra batuda     | Kiki Bertens         | 2−6, 1−6         |
| Guanyadora | 6.   | 20 d'octubre de 2018  | Luxemburg                      | Dura (i)         | Belinda Bencic       | 6−4, 7−5         |
| Guanyadora | 7.   | 6 de gener de 2019    | Auckland (2)                   | Dura             | Bianca Andreescu     | 2−6, 7−5, 6−1    |
| Finalista  | 9.   | 23 de juny de 2019    | Birmingham, Regne Unit         | Gespa            | Ashleigh Barty       | 3−6, 5−7         |
| Finalista  | 10.  | 20 d'octubre de 2019  | Luxemburg (2)                  | Dura (i)         | Jeļena Ostapenko     | 4−6, 4−6         |

### Dobles femenins: 16 (5−11)
| Llegenda                |
| ----------------------- |
| Grand Slam (0−0)        |
| WTA Finals (0−0)        |
| Premier Mandatory (0−1) |
| Premier 5 (0−0)         |
| Premier (1−2)           |
| International (4−8)     |

| Títols per superfície |
| --------------------- |
| Dura (4−4)            |
| Gespa (0−0)           |
| Terra batuda (1−3)    |
| Moqueta (0−1)         |

| Resultat   | Núm. | Data                   | Torneig                    | Superfície       | Parella             | Oponents                              | Marcador            |
| ---------- | ---- | ---------------------- | -------------------------- | ---------------- | ------------------- | ------------------------------------- | ------------------- |
| Guanyadora | 1.   | 26 de juliol de 2009   | Portorož, Eslovènia        | Dura             | Vladimíra Uhlířová  | Camille Pin Klára Zakopalová          | 6−4, 6−2            |
| Finalista  | 1.   | 2 d'agost de 2009      | Istanbul, Turquia          | Dura             | Patty Schnyder      | Lucie Hradecká Renata Voráčová        | 6−2, 3−6, [10−12]   |
| Finalista  | 2.   | 18 de juliol de 2010   | Palerm, Itàlia             | Terra batuda     | Jill Craybas        | Alberta Brianti Sara Errani           | 4−6, 1−6            |
| Guanyadora | 2.   | 8 d'agost de 2010      | Copenhaguen, Dinamarca     | Dura (i)         | Anna-Lena Grönefeld | Vitalia Diatchenko Tatiana Poutchek   | 6−4, 6−4            |
| Guanyadora | 3.   | 26 de setembre de 2010 | Seül, Corea del Sud        | Dura             | Polona Hercog       | Natalie Grandin Vladimíra Uhlířová    | 6−3, 6−4            |
| Finalista  | 3.   | 18 de juliol de 2011   | Bad Gastein, Àustria       | Terra batuda     | Jarmila Gajdošová   | Eva Birnerová Lucie Hradecká          | 6−4, 2−6, [10−12]   |
| Finalista  | 4.   | 16 d'octubre de 2011   | Linz, Àustria              | Dura (i)         | Anna-Lena Grönefeld | Marina Erakovic Ielena Vesninà        | 5−7, 1−6            |
| Finalista  | 5.   | 8 de gener de 2012     | Auckland, Nova Zelanda     | Dura             | Flavia Pennetta     | Andrea Hlaváčková Lucie Hradecká      | 7−6(2), 2−6, [7−10] |
| Finalista  | 6.   | 29 d'abril de 2012     | Stuttgart, Alemanya        | Terra batuda (i) | Anna-Lena Grönefeld | Iveta Benešová Barbora Strýcová       | 4−6, 5−7            |
| Guanyadora | 4.   | 17 de juny de 2012     | Bad Gastein                | Terra batuda     | Jill Craybas        | Anna-Lena Grönefeld Petra Martić      | 6−7(4), 6−4, [11−9] |
| Finalista  | 7.   | 14 d'octubre de 2012   | Linz (2)                   | Dura (i)         | Barbora Strýcová    | Anna-Lena Grönefeld Květa Peschke     | 3−6, 4−6            |
| Finalista  | 8.   | 6 de gener de 2013     | Auckland (2)               | Dura             | Iaroslava Xvédova   | Cara Black Anastassia Rodiónova       | 6−2, 2−6, [5−10]    |
| Finalista  | 9.   | 28 de juliol de 2013   | Stanford, Estats Units     | Dura             | Darija Jurak        | Raquel Kops-Jones Abigail Spears      | 2−6, 6−7(4)         |
| Finalista  | 10.  | 14 de setembre de 2014 | Quebec, Canadà             | Moqueta (i)      | Andrea Hlaváčková   | Lucie Hradecká Mirjana Lučić-Baroni   | 3−6, 6−7(8)         |
| Guanyadora | 5.   | 29 d'agost de 2015     | New Haven, Estats Units    | Dura             | Lucie Hradecká      | Chuang Chia-jung Liang Chen           | 6−3, 6−1            |
| Finalista  | 11.  | 20 de març de 2016     | Indian Wells, Estats Units | Dura             | Karolína Plíšková   | Bethanie Mattek-Sands Coco Vandeweghe | 6−4, 4−6, [6−10]    |

### Dobles mixts: 1 (0−1)
| Resultat  | Núm. | Data               | Torneig               | Superfície   | Parella        | Oponents                              | Marcador         |
| --------- | ---- | ------------------ | --------------------- | ------------ | -------------- | ------------------------------------- | ---------------- |
| Finalista | 1.   | 25 de maig de 2014 | Roland Garros, França | Terra batuda | Nenad Zimonjić | Anna-Lena Grönefeld Jean-Julien Rojer | 6−4, 2−6, [7−10] |

### Equips: 1 (0−1)
| Resultat  | Núm. | Data                    | Torneig                                | Superfície | Equip                                           | Oponents                                                      | Marcador |
| --------- | ---- | ----------------------- | -------------------------------------- | ---------- | ----------------------------------------------- | ------------------------------------------------------------- | -------- |
| Finalista | 1.   | 8−9 de novembre de 2014 | Copa Federació, Praga, República Txeca | Dura (i)   | Angelique Kerber Sabine Lisicki Andrea Petkovic | Andrea Hlaváčková Lucie Hradecká Petra Kvitová Lucie Šafářová | 1−3      |

## Trajectòria

### Individual
| Open d'Austràlia | A   | A   | 1R          | 2R          | 3R          | 4R | 4R          | 2R          | 4R          | 2R | 2R          | 2R          | 1R          | 3R | 0 / 12 | 18 – 12 |
| Roland Garros | A   | A   | 1R          | 2R          | 3R          | 3R | 1R          | 2R          | 4R          | 2R | 1R          | 3R          | 1R          | 2R | 0 / 12 | 13 – 12 |
| Wimbledon | A   | 2R  | 1R          | 1R          | 3R          | 3R | 1R          | 1R          | 1R          | 1R | 1R          | SF          | 3R          | NC | 0 / 12 | 12 – 12 |
| US Open | 1R  | 1R  | 1R          | 2R          | 3R          | 1R | 1R          | 1R          | 1R          | 2R | 4R          | 2R          | 4R          | A  | 0 / 13 | 11 – 13 |
| Jocs Olímpics | NC  | A   | No celebrat | No celebrat | No celebrat | 3R | No celebrat | No celebrat | No celebrat | A  | No celebrat | No celebrat | No celebrat |    | 0 / 1  | 2 – 1   |
| Rànquing a final d'any | 131 | 102 | 78          | 40          | 21          | 18 | 73          | 75          | 50          | 54 | 14          | 14          | 28          | –  |        |         |
| Llegenda: G: Guanyadora; F: Finalista; SF: Semifinalista; QF: Quarts de final; Q: Qualificació; A: Absent; RR: Round Robin; |     |     |             |             |             |    |             |             |             |    |             |             |             |    |        |         |

### Dobles femenins
| Open d'Austràlia | A   | A           | 1R          | 3R          | 2R | 2R          | 2R          | SF          | SF | 1R          | A           | A           | 2R          | 0 / 9  | 14 – 9 |
| Roland Garros | A   | A           | 2R          | 3R          | 1R | A           | 1R          | 1R          | 3R | A           | A           | A           | A           | 0 / 6  | 5 – 6  |
| Wimbledon | A   | A           | QF          | 1R          | 1R | QF          | QF          | 1R          | SF | 3R          | A           | A           | NC          | 0 / 8  | 15 – 8 |
| US Open | A   | 1R          | 3R          | 2R          | QF | 2R          | 1R          | 1R          | 3R | 1R          | A           | 1R          | A           | 0 / 10 | 9 – 10 |
| Jocs Olímpics | A   | No celebrat | No celebrat | No celebrat | 2R | No celebrat | No celebrat | No celebrat | A  | No celebrat | No celebrat | No celebrat | No celebrat | 0 / 1  | 1 – 1  |
| WTA Finals | A   | A           | A           | A           | A  | A           | A           | A           | QF | A           | A           | A           | A           | 0 / 1  | 0 – 1  |
| Rànquing a final d'any | 266 | 68          | 36          | 40          | 21 | 27          | 40          | 24          | 16 | 82          | 299         | 126         | –           |        |        |
| Llegenda: G: Guanyadora; F: Finalista; SF: Semifinalista; QF: Quarts de final; Q: Qualificació; A: Absent; RR: Round Robin; |     |             |             |             |    |             |             |             |    |             |             |             |             |        |        |

### Dobles mixts
| Open d'Austràlia | A  | A | A  | A  | QF | A  | A | 0 / 1 | 2 – 1 |
| Roland Garros | A  | A | A  | A  | F  | A  | A | 0 / 1 | 4 – 1 |
| Wimbledon | 1R | A | QF | 2R | A  | A  | A | 0 / 3 | 4 – 3 |
| US Open | A  | A | 1R | 1R | 1R | 1R | A | 0 / 4 | 0 – 4 |
| Llegenda: G: Guanyadora; F: Finalista; SF: Semifinalista; QF: Quarts de final; Q: Qualificació; A: Absent; RR: Round Robin; |    |   |    |    |    |    |   |       |       |